# Pier Paolo Crescenzi
Pier Paolo Crescenzi (Roma, 1572 - Roma, 19 de fevereiro de 1645) foi um cardeal do século XVII

## Biografia
Nasceu em Roma em 1572. De antiga e ilustre família. Filho de Virgilio Crescenzi, barão de Montorio, e Costanza, dos marqueses de Drago. Ele tinha três irmãos, Giacomo, Vincenzo e Giovanni Battista. Parente do cardeal Marcello Crescenzi (1542). Tio do Cardeal Alessandro Crescenzi , CRS (1675). Seu primeiro nome também está listado como Pietro Paolo.
Estudou no Collegio Romano ; depois, na Universidade de Perugia, onde se doutorou in utroque iure , direito canônico e civil. Terminada a formação jurídica, ingressou na carreira eclesiástica, assim como seu irmão Giacomo. Foi educado pelos Padres Oratorianos e estabeleceu uma profunda amizade com Filippo Neri, futuro santo. Foi testemunha duas vezes no processo de canonização de Filippo, em 18 de abril de 1596 e em 16 de junho de 1609..
Abbreviatore di parco maggiore , 1596. Governador de Orvieto, 2 de fevereiro de 1601. Protonotário apostólico. Referendário dos Tribunais da Assinatura Apostólica de Justiça e da Graça, 23 de maio de 1608. Auditor da Câmara Apostólica, 10 de setembro de 1609..
Criado cardeal sacerdote no consistório de 17 de agosto de 1611; recebeu o chapéu vermelho em 20 de agosto de 1611; e o título de Ss. Nereo ed Achille em 12 de setembro de 1611..
Eleito bispo de Rieti, em 4 de julho de 1612. Consagrado, domingo, 15 de julho de 1612, igreja de S. Maria em Vallicella, Roma, pelo cardeal Bonifazio Caetani, auxiliado por Fabio Blondus de Montealto, patriarca titular de Jerusalém, e por Galeazzo Sanvitale, ex-arcebispo de Bari. Durante a Guerra dos Trinta Anos, apoiou, junto com vários outros cardeais, a posição do rei Felipe IV de Espanha. Participou do conclave de 1621, que elegeu o Papa Gregório XV. Transferido para a sede de Orvieto em 17 de março de 1621. Participou do conclave de 1623, que elegeu o Papa Urbano VIII. Em 1624, celebrou um sínodo diocesano; e durante seu episcopado, recebeu os jesuítas em sua diocese, doando-lhes a igreja de Ss. Apostoli; e promoveu a devoção mariana, seguindo o exemplo e o ensinamento de S. Filipe Neri. Junto com seu irmão Giacomo, fez parte de uma comissão criada sob o papa Gregório XV para regulamentar, com critérios mais rígidos, o culto dos supostos mártires, pois, nessa matéria, haviam sido registrados abusos justificados apenas por fanatismo. Optou pela ordem dos cardeais bispos e pela sé suburbicária de Palestrina, em 8 de outubro de 1629. Prefeito da SC de Ritos e Cerimônias de junho de 1641 até sua morte. Optou pela sede suburbicária de Porto e Santa Rufina, a 1 de julho de 1641. Subdecano do Sacro Colégio dos Cardeais. conclave de 1644, que elegeu o Papa Inocêncio X. Era um apaixonado colecionador de antiguidades, sagradas e profanas, e quase transformara seu palácio romano em museu..
Morreu em Roma em 19 de fevereiro de 1645, perto da meia-noite. Enterrado, 22 de fevereiro de 1645, na igreja de S. Maria in Vallicella, Roma.